# Илина Парпулова
Илина Парпулова е българска художничка, племенница на Мана Парпулова.

## Биография

### Семейство
Илина Парпулова е родена в Сливен на 10 януари. Далечна родственица на Орчо войвода (Иван Маринов Парпулов). Кръстена е на дядо си Илия Парпулов. Баща ѝ, Деян Парпулов, е банков чиновник и дълги години финансов съветник на сливенския владика. Майка ѝ, Димитрина Шевкенова умира, когато Илина е на три години и тя е отгледана от баба си.

### Образование
Илина започва да рисува още от дете. Разбира много от математика и печели различни състезания и олимпиади. След като не е приета с архитектура, записва нуклеарна физика в Софийски университет. Рисуването остава голямата ѝ страст и тя сътрудничи на пресата с карикатури, заглавки и илюстрации. Следва до втори курс и след успешни четири семестъра се пренасочва към Художествената академия, където бива приета и следва едновременно плакат при проф. Александър Поплилов и текстил при проф. Марин Върбанов, в чието ателие се увлича от китайско изкуство. След втори курс е изпратена от Министерството на културата в Прага, но на собствени разноски. Окуражена от професора си, тя се свързва с баща си. Благодарение на връзката на баща ѝ с владиката, Митрополията ѝ отпуска стипендия.
Макар в началото животът в Прага да е доста труден, Илина свиква и открива възможностите, които предлага чешката столица – музикалните дни „Пражка пролет“, изложби и различни театри. Когато се мести не знае езика, но заради липсата на пари няма възможност да пропусне една година, учейки чешки. Единственото, което я задържа в Прага е оценката на професора ѝ, който дава графиката ѝ за пример на другите студенти. Връща се в България единствено през лятото, а когато предава дипломната си работа веднага се прибира с нощния влак за София.

### Творчески път
През 1967 г., когато Илина Парпулова се връща в България, първото, което прави е да звънне на проф. Върбанов, за да му каже, че си търси работа. Той я запознава с Даньо Трифонов, директор на ЦНСМ, който веднага я назначава. Това е годината, в която Илина прави първата си модна колекция. Същата година младата художничка заминава да вземе дипломата си от Пражката академия, специалност графика. Явява се на конкурс за аспирантура и го печели. Получава стипендия и ателие за две години.
Следващата година попада в центъра на политическата драма в Чехия, където не е ням свидетел на навлизането на съюзническите войски, газещи разбунтувани граждани.
"Всички студенти налягахме пред танковете. А танкистите бяха голобради момчета. Когато ги питахме: „Защо сте тук?“, войничетата отговаряха: „За да спасим нашите братя, защото германците искат да ги поробят!“ Наивни, манипулирани млади хора. Няма да забравя чешките жени, които събираха пари за съпротивата. Който нямаше възможност да даде сума, лишаваше се от някаква материална ценност. Една пълничка чехкиня свали венчалния си пръстен, за да даде своята лепта за делото... Този жест ме трогва и днес, когато изплува жив пред очите ми." – Илина Парпулова
Когато дипломинараната графичка се връща в България, нейната изложба е свалена, тъй като се смята, че пропагандира „упадъчното чешко изкуство“, макар че Министерството на културата само я е изпратило няколко години по-рано там.
Мести се в Дюселдорф, Германия по покана на свои състуденти и започва да работи в едно архитектурно бюро, където работата ѝ е тежка, но и много интересна. Сред малкото неща, които е взела със себе и от България е един гоблен, закачен над бюрото ѝ. При посещението си един богат архитект поглежда творбата и тогава Илина получава първия си чек. Ден след това започва успоредно с работата си изявите си като художник.
Много на брой са самостоятелните ѝ и колективни изложби във Франция, Япония, САЩ, Швейцария, Чехия, Германия, Белгия, Холандия. Нейни творби са в частни и обществени колекции. На особен интерес се радват триизмерните обекти от тъкан и нетъкан текстил. Работи предимно с български материали, които са непознати и много ценни на Запад. Кръщава творбите си с благозвучни имена на исторически места и личности от родината си: „Мелник“, „Белоградчик“, „Тракия“, „Перперикон“, „Почит към Марин“ и други.
През 1983 г. е приета за постоянен член на Есенния салон в Париж, което е голям успех за българите като цяло. Допреди това имената на родните творци, членове в салона, се броят на пръсти.
Професорът ѝ по текстил Марин Върбанов създава институт „Върбанов“ в град Ханджоу, Китай. След смъртта му през 1989 г., Илина получава писмо, с което я канят да поеме неговото място, но тя отказва, тъй като има прекалено много ангажименти.
Илина Парпулова участва в многобройни салони, биеналета, триеналета. Тя е „артист“ на галерия „Астра“ в Париж, ръководена от Сюзан Катан, където са минали световни имена.
Мести да живее във Франция и е постоянен член на Есенния салон в Париж. Много на брой са и самостоятелните ѝ и колективни изложби във Франция, Япония, САЩ, Швейцария, Чехия, Германия, Белгия, Холандия.

### Личен живот
Илина се жени за Ханс-Юрген – популярен немски архитект.
Обича да пътува и измежду всичките си ангажименти намира време да обикаля света от Мексико до Египет. В тези странствания се интересува от архитектурна археология. Именно пътешественическата ѝ страст я сродява с Елисавета Багряна, която става нейна приятелка. Багряна е гостувала на Илина в цялото достолепие на залезната си възраст.
Към 2006 г. Илина все повече се задържа в България и посещава Панагюрище за първи път. Подарява на знаменитото градче един гранитен и един книжовен паметник на своя далечен родственик Орчо войвода.